# 양비 위씨
양비 위씨(良妃 衛氏, ? ~ 1711년 12월 29일)는 중국 청나라 제4대 황제 강희제(康熙帝)의 후궁이며 황자 겸 승려 염친왕 윤사(廉親王 允禩)의 생모이다. 내관령(內管領) 포의(包衣) 출신이다.

## 일생

### 생애
그녀는 1679년에 강희제의 후궁으로 간택되었으며 2년 후 1681년 3월 29일에는 강희제와의 사이에서 아들 염친왕 윤사(廉親王 允禩)를 얻었다.

### 사망
그녀는 청 성조 강희제 후궁 책봉 32년차이며 그와 동시에 아들 염친왕 윤사(廉親王 允禩)가 30세 시절이던 1711년 12월 29일에 훙서(薨逝)하였다.

## 같이 보기
- 각혜황귀비 동가씨